# Ammophila mediata
Ammophila mediata är en biart som beskrevs av Cresson 1865. Ammophila mediata ingår i släktet Ammophila och familjen grävsteklar. Inga underarter finns listade i Catalogue of Life.